# Rościsław Żerelik
Rościsław Żerelik (ur. 27 marca 1956 r. w Środzie Śląskiej) – polski historyk, specjalizujący się w historii średniowiecza, naukach pomocniczych historii, historii Śląska w średniowieczu, nauczyciel akademicki.

## Życiorys
Urodził się w 1956 roku w Środzie Śląskiej. W 1976 roku ukończył Technikum Budowlane we Wrocławiu, a następnie w latach 1976-1980 studiował historię o specjalności archiwistycznej w Instytucie Historycznym Uniwersytetu Wrocławskiego. Po ich ukończeniu rozpoczął pracę w Oddziale I Archiwum Państwowego we Wrocławiu, przerwaną 15-miesięczną służbą wojskową. Stopień doktora nauk humanistycznych w zakresie historii uzyskał w 1984 na podstawie pracy Dokumenty i kancelarie książąt głogowskich w latach 1250 – 1331 pod kierunkiem prof. Wacława Korty. Praca ta uzyskała nagrodę Ministra Edukacji Narodowej. W Archiwum Państwowym pracował do 1986 roku, ostatnio na stanowisku kierownika I Oddziału. Od 1 października 1986 roku został zatrudniony w Zakładzie Nauk Pomocniczych Historii i Archiwistyki Instytutu Historycznego Uniwersytetu Wrocławskiego W 1990 roku uzyskał stopień naukowy doktora habilitowanego nauk humanistycznych w zakresie historii, specjalność: nauki pomocnicze historii na podstawie rozprawy: Kancelaria biskupów wrocławskich do 1301 r. W 1994 roku został profesorem nadzwyczajnym, a w 1999 roku otrzymał tytuł profesora zwyczajnego.
Rościsław Żerelik należy do czołowych polskich mediewistów. Jest członkiem kilku towarzystw naukowych, m.in. Wrocławskiego Towarzystwa Naukowego, Wrocławskiego Towarzystwa Miłośników Historii, Dolnośląskiego Towarzystwa Społeczno-Kulturalnego, Polskiego Towarzystwa Ukrainoznawczego. Jest sekretarzem Sekcji Historii Oddziału Polskiej Akademii Nauk. W czasie swojej pracy w Uniwersytecie Wrocławskim pełnił funkcję zastępcy dyrektora do spraw naukowych Instytutu Historycznego (1991-1994) i prodziekana do spraw dydaktycznych Wydziału Nauk Historycznych i Pedagogicznych (1994-1999). Jest członkiem Komisji Senatu UWr: Finansowej i Dydaktycznej. Ponadto kieruje Zakładem Nauk Pomocniczych Historii i Archiwistyki Instytutu Historycznego Uniwersytetu Wrocławskiego. W latach 1999–2002 pełnił funkcję prorektora do spraw studenckich Uniwersytetu Wrocławskiego. Od 2005 do 2020 roku był dyrektorem instytutu.
Jest laureatem wielu nagród: Ministra Nauki, Szkolnictwa Wyższego i Techniki (1986), kilku nagród Rektora Uniwersytetu Wrocławskiego. Odznaczony medalem "Za zasługi dla Archiwistyki" W 2010 władze Republiki Federalnej Niemiec przyznały mu Krzyż Zasługi Orderu Zasługi RFN. Ponadto jest dyrektorem Archiwum Miejskiego we Wrocławiu.

## Wypromowane prace doktorskie
- Obecność konia w kulturze duchowej pogańskich Słowian. Studium porównawcze w kontekście problemu indoeuropejskiego, Grzegorz Gołaś, 2007,
- Średniowieczna biblioteka klasztoru cystersów w Henrykowie, Michał Broda, 2007,
- Treści symboliczne odznak pamiątkowych głównych broni i zasadniczych rodzajów Wojska Polskiego w latach 1926-1999, Kazimierz Rakowski, 2007,
- Duchowieństwo legnickie w wiekach średnich. Studium prozopograficzne nad klerem diecezjalnym miasta Legnicy, Stanisław Jujeczka, 2006,
- Kancelaria miasta Świdnicy w średniowieczu, Jarosław Maliniak, 2002,
- Jan II ks. żagański (1435-1504), Barbara Techmańska, 2000
- Dzieje szlacheckiej rodziny Tschammerów z Iskrzyczyna. Pochodzenie, genealogia, pozycja społeczna, Wacław Gojniczek, 1999.

## Dorobek naukowy
Jego dotychczasowy dorobek naukowy obejmuje ponad 160 prac, w tym 13 pozycji zwartych (monografie, edycje źródłowe, katalogi), ponad 100 artykułów i studiów, publikowanych w kraju, Niemczech, Czechach i Ukrainie. Zajmuje się archiwami śląskimi, miastami na średniowiecznym Śląsku, biografistyką Śląska, edytorstwem źródeł średniowiecznych i nowożytnych, dyplomatyką średniowiecznego Śląska i Pomorza. Do najważniejszych publikacji należą
- Studia z dziejów Europy Zachodniej i Śląska, Wrocław 1995.
- Katalog dokumentów przechowywanych w archiwach państwowych Dolnego Śląska, Wrocław 1991.
- Trzy źródła do dziejów społeczno-gospodarczych średniowiecznego Śląska, Wrocław 1995.
- Nieznany rocznik świdnicki z pierwszej połowy XVI wieku, Wrocław-Warszawa 1990.
- Dokumenty i kancelarie książąt głogowskich w latach 1250-1331, Wrocław 1988.
- Archiwum Państwowe we Wrocławiu: przewodnik po zasobie archiwalnym do 1945 roku, opracowanie zbiorowe, Wrocław 1996
- Inwentarze zbrojowni i arsenału księcia legnickiego Ludwika IV z lat 1662-1669, Legnica 1993.
- Źródła do dziejów Środy Śląskiej: 1201-1975, Wrocław 1986.
- Kancelaria biskupów wrocławskich do 1301 roku, Wrocław 1991.
- Cztery początki: dokumenty fundacyjne Uniwersytetu Wrocławskiego, Wrocław 2002.
- Dzieje Powiatu Wrocławskiego, Wrocław 2002.
- Wykaz szlachty chrześcijańskiej z kampanii tureckiej 1566 roku, Poznań-Wrocław 2002.
- Środa Śląska: dzieje miasta wina i skarbów, Wrocław 2006.
- Dzieje Parafii Św. Maurycego na Przedmieściu Oławskim we Wrocławiu : od początków osady walońskiej – poprzez czas Festung Breslau – do współczesności, Wrocław 2007.
- Od Rusi Kijowskiej do Rosji współczesnej: stan stosunków polsko-rosyjskich w obowiązujących podręcznikach do liceów i szkół wyższych, Wrocław 2008.
- Dzieje Parafii Świętej Elżbiety przy ul. Grabiszyńskiej we Wrocławiu, Wrocław 2008.
- Najstarszy kopiarz książąt oleśnickich i kozielsko-bytomskich, Wrocław 2012